# Un rideau de rêves
 (octobre 2022).
Un rideau de rêves (en chinois : 一帘幽梦) est un roman d'amour écrit par Qiong Yao en 1973. Il a été adapté en films et en séries télévisées.